# Гончаров, Семён Иванович (Герой Советского Союза)
Семён Иванович Гончаров (1921—1996) — полковник Советской Армии, участник Великой Отечественной войны, Герой Советского Союза (1944).

## Биография
Семён Гончаров родился 7 мая 1921 года в селе Кировка (ныне — Беловодский район Луганской области Украины). В 1941 году он окончил техникум механизации сельского хозяйства и вскоре был призван на службу в Рабоче-крестьянскую Красную Армию. В 1943 году Гончаров окончил Энгельсское пулемётное училище. С августа того же года — на фронтах Великой Отечественной войны.
К сентябрю 1943 года гвардии лейтенант Семён Гончаров командовал взводом 310-го гвардейского стрелкового полка 110-й гвардейской стрелковой дивизии 37-й армии Степного фронта. Отличился во время битвы за Днепр. 29 сентября 1943 года взвод Гончарова одним из первых переправился через Днепр в районе села Куцеволовка Онуфриевского района Кировоградской области Украинской ССР и принял активное участие в боях за захват и удержание плацдарма на его западном берегу. В критический момент боя Гончаров заменил собой раненого командира роты и возглавил штурм господствующей высоты и отражение шести немецких контратак.
Указом Президиума Верховного Совета СССР от 22 февраля 1944 года гвардии лейтенант Семён Гончаров был удостоен высокого звания Героя Советского Союза с вручением ордена Ленина и медали «Золотая Звезда».
После окончания войны Гончаров продолжил службу в Советской Армии. В 1954 году он окончил Военную академию тыла и транспорта. В 1971 году в звании полковника Гончаров был уволен в запас. Проживал и работал в Хмельницком. Умер 26 апреля 1996 года.
Был также награждён орденом Отечественной войны 1-й степени и двумя орденами Красной Звезды, рядом медалей.